# John Brenan (médecin)
Pour les articles homonymes, voir John Brenan.
John Brenan, né en mars 1768 à Ballaghide, Carlow en Irlande et mort en juillet 1830 à Dublin, est un médecin et satiriste irlandais.

## Biographie
John Brenan naît en mars 1768 à Ballaghide. Selon le Dictionary of National Biography, il est le plus jeune des six enfants. Selon le Dictionary of Irish Biography, il est l'aîné. Son père, catholique romain, possède quelques biens.
Les premières productions littéraires de John Brenan semblent avoir été des épigrammes et de courts poèmes, qu'il contribue à des périodiques de Dublin en 1793. Il obtient son diplôme de docteur en médecine à Glasgow et s'établit dans cette profession à Dublin vers 1801. Pendant un certain temps, il écrit des vers dans le Irish Magazine, créé à Dublin en 1807 par Walter Cox. Cox est jugé à Dublin en 1812 pour avoir publié un texte en faveur de l'abrogation de l'union entre la Grande-Bretagne et l'Irlande, et condamné à passer au pilori et à être emprisonné pendant douze mois. Pendant que Cox est en prison, Brenan se querelle avec lui, passe au parti opposé et fonda le Milesian Magazine, or Irish Monthly Gleaner. Le premier numéro paraît en avril 1812, et dans ce numéro et les suivants, il attaque Cox avec beaucoup d'acuité. John Brenan s'adonne avec ardeur à la gymnastique, est un lutteur expert et présente parfois des symptômes de troubles psychiques. Vers 1812, la fièvre puerpérale et les inflammations internes sévissent à Dublin. John Brenan découvre un remède précieux dans les préparations de en:turpentine, avec lesquelles il traite avec succès de nombreux cas. À cette époque, la majeure partie de la pratique médicale à Dublin est entre les mains de l'Ordre des médecins. Selon John Brenan, un ancien règlement de l'Ordre interdisant aux membres d'organiser des consultations avec des non-membres est mis en œuvre pour limiter sa pratique. John Brenan déclare que les médecins de Dublin refusent d'utiliser son remède par jalousie personnelle. Les praticiens l'adopte cependant avec succès dans les régions rurales d'Irlande, ainsi qu'en Angleterre et en Écosse. En 1813, John Brenan publie à Dublin un pamphlet intitulé Essay on Child-bed Fever, with remarks on it, as it appeared in the Lying-in Hospital of Dublin, in January 1813, &c.. Dans cette publication, il s'en prend à l'Ordre des médecins. Il poursuit cette attaque par une série d'articles, en vers et en prose, dans le Milesian Magazine, dans lesquels il satirise les membres éminents de ce collège. John Brenan s'en prend également aux personnes qui militent pour l'émancipation des catholiques. Une pension du gouvernement aurait été accordée pour ces productions. De nombreuses satires de John Brenan se présentent sous la forme d'adaptations en vers de passages des classiques latins, qu'il applique avec beaucoup de poésie. Parmi celles-ci, on trouve une pièce élaborée sur Daniel O'Connell, alors au début de sa carrière. Le  Milesian Magazine est publié à de longs intervalles. Le dernier numéro, qui semble avoir été imprimé en 1825, contient une lettre que John Brenan a adressée au marquis de Wellesley, lord-lieutenant d'Irlande, préconisant une enquête sur l'administration de l'hôpital de Dublin, et exposant les circonstances de sa découverte en rapport avec la térébenthine.
John Brenan meurt à Britain St., Dublin, en juillet 1830, laissant un fils et une fille.